# Modul de rezistență
În rezistența materialelor modulul de rezistență este o proprietate geometrică a unei secțiuni transversale date utilizată la proiectarea grinzilor supuse la solicitări de încovoiere sau torsiune. Alte proprietăți geometrice utilizate în proiectare sunt aria secțiunii pentru tensiunile de întindere și forfecare, raza de inerție, momentul de inerție axial și cel polar pentru rigiditate. Orice relație între aceste proprietăți depinde în mare măsură de forma în cauză. Ecuațiile pentru modulele de rezistență ale formelor comune sunt date mai jos. Există două tipuri de module de rezistență, modulul de rezistență la încovoiere, Wz și modulul de rezistență polar (la torsiune), Wp. Modulele de rezistență ale diferitelor profile pot fi găsite și ca valori numerice pentru profile comune în tabelele care prezintă proprietățile acestora.

## Descriere
Modulul de rezistență la încovoiere față de axa x este dat de relația:
{\displaystyle W_{x}={\frac {I_{x}}{y_{max}}}}
unde {\displaystyle I_{x}} este momentul de inerție axial al secțiunii față de axa x, iar {\displaystyle y_{max}} este distanța până la axa x a celui mai îndepărtat punct al secțiunii.
Analog, pentru axa y momentul de rezistență la încovoiere este
{\displaystyle W_{y}={\frac {I_{y}}{x_{max}}}}
Modulul de rezistență polar este dat de relația:
{\displaystyle W_{p}={\frac {I_{p}}{r_{max}}}}
unde {\displaystyle I_{p}} este momentul de inerție polar față de centrul de greutate al secțiunii, iar {\displaystyle r_{max}} este distanța până la centrul de greutate a celui mai îndepărtat punct al secțiunii.
Tabelul de mai jos prezintă formule pentru modulul de rezistență pentru diferite forme.
| Forma secțiunii           | Imagine | Relație | Note                                |
| ------------------------- | ------- | --- | ----------------------------------- |
| Dreptunghi plin           |         | {\displaystyle W_{x}={\frac {bh^{2}}{6}}} | Săgeata plină reprezintă axa neutră |
| Profil „I” axa principală |         | {\displaystyle W_{x}={\cfrac {BH^{2}}{6}}-{\cfrac {bh^{3}}{6H}}} {\displaystyle W_{x}={\tfrac {I_{x}}{y}}}, cu {\displaystyle y={\cfrac {H}{2}}} | NA indică axa neutră                |
| Profil „I” axa secundară  |         | {\displaystyle W_{y}={\cfrac {B^{2}(H-h)}{6}}+{\cfrac {(B-b)^{3}h}{6B}}}                                                                         | NA indică axa neutră                |
| Profil rotund             |         | {\displaystyle W_{z}=W_{p}={\cfrac {\pi d^{3}}{32}}}                                                                                             | Săgeata plină reprezintă axa neutră |
| Profil țeavă              |         | {\displaystyle W_{z}=W_{p}={\cfrac {\pi \left(r_{2}^{4}-r_{1}^{4}\right)}{4r_{2}}}={\cfrac {\pi (d_{2}^{4}-d_{1}^{4})}{32d_{2}}}}                | Săgeata plină reprezintă axa neutră |
| Profil cheson             |         | {\displaystyle W_{z}={\cfrac {BH^{2}}{6}}-{\cfrac {bh^{3}}{6H}}}                                                                                 | NA indică axa neutră                |
| Profil rombic plin        |         | {\displaystyle W_{z}={\cfrac {BH^{2}}{24}}} | NA indică axa neutră                |
| Profil „U” axa principală |         | {\displaystyle W_{z}={\cfrac {BH^{2}}{6}}-{\cfrac {bh^{3}}{6H}}}                                                                                 | NA indică axa neutră                |